# Octavian Belu
Octavian Belu (Ploieşti, 17 de fevereiro de 1951) é um técnico romeno de ginástica artística e secretário do Ministério da Juventude e do Desporto. 
Foi Belu quem treinou as ginastas da equipe nacional romena. Durante seus anos como treinador, foram cinco medalhas coletivas olímpicas, com o bicampeonato entre 2000 e 2004. Em campeonatos mundiais, Octavian somou o pentacampeonato coletivo e em europeus foram quatro títulos, com três seguidos. Por seus cuidados passaram ginastas destacadas, como Gina Gogean, Catalina Ponor, Simona Amanar e Andreea Raducan.
Após a retirada do técnico Béla Károlyi, foi Octavian quem assumiu os treinos da seleção nacional, em 1981. Seu desligamento, em 2005, deu-se por conta de um conflito culminado por Catalina Ponor: Sem a permissão do treinador, a atleta saiu escondida para uma boate, acompanhada das companheiras de equipe, Florica Leonida e Alexandra Eremia, em meio a concentração do time. Pegas, o desentendimento culminou na dissolução da equipe nacional e no afastamento de Belu.
Em 2009, o treinador foi inserido no International Gymnastics Hall of Fame e, em julho do mesmo ano, considerou abandonar o posto de secretário do Ministério da Juventude e do Desporto, por questões de descentralização, desconcentração e mudanças nas questões financeiras da entidade.